# Protaphidius belokobylskiji
Protaphidius belokobylskiji är en stekelart som beskrevs av Hagop Haroutune Davidian 2007. Protaphidius belokobylskiji ingår i släktet Protaphidius och familjen bracksteklar. Inga underarter finns listade i Catalogue of Life.